# 佃 (東京都中央区)

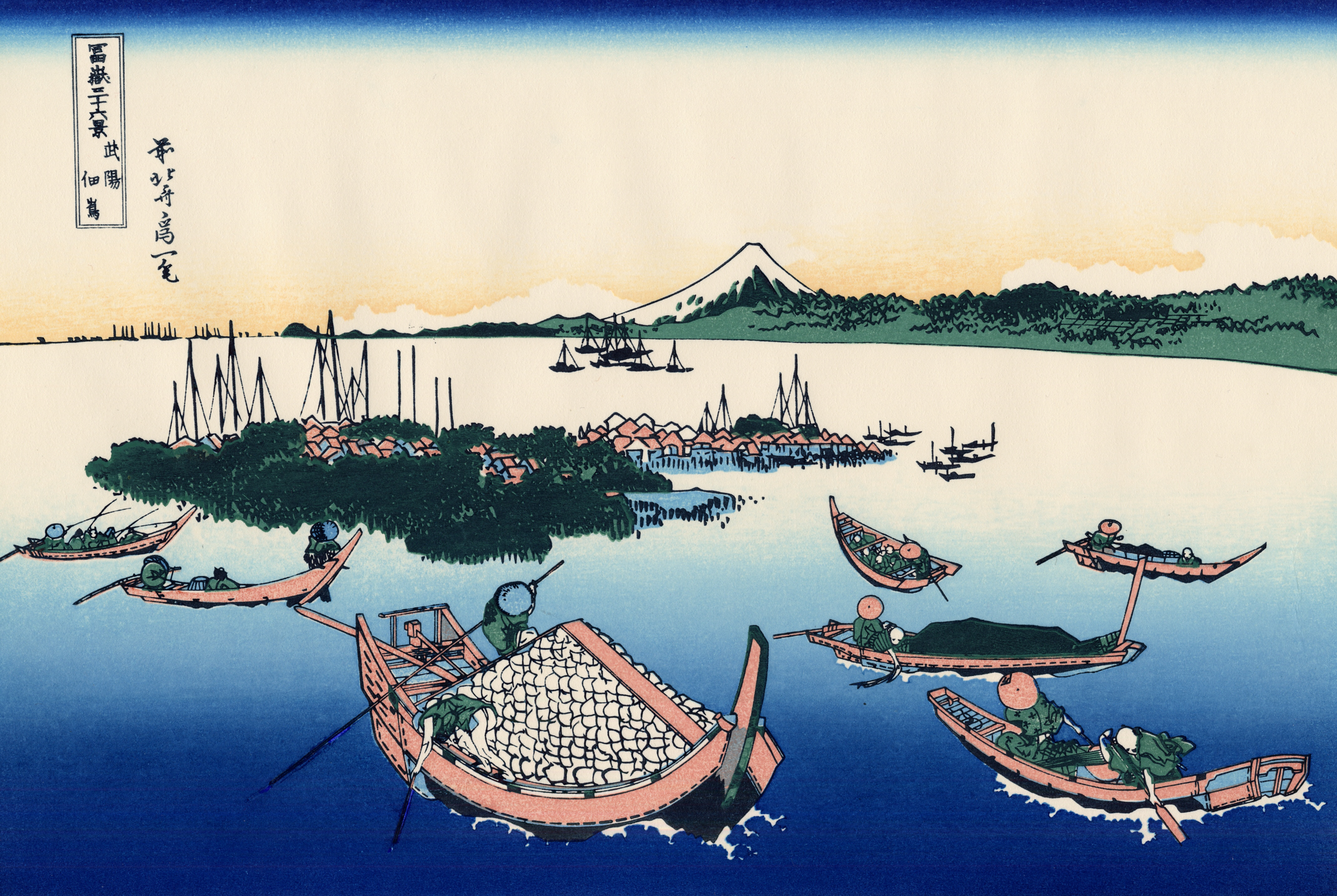
石川島と佃島 葛飾北斎

永代橋 佃 歌川広重

佃（つくだ）は、東京都中央区の町名である。

## 概要
江戸時代初期、摂津国佃村の漁師が拝領して造成した島が佃島と呼ばれるようになり、明治になってその北側の石川島を合併して現在の町名「佃」となった。
寛永年間（1624年-1644年）に摂津国西成郡佃村（現大阪市西淀川区）の漁師数十名が江戸幕府より鉄砲洲沖、大川（隅田川）河口部の干潟を拝領し、周囲を石垣で固めて100間（180m）四方の島を築造し1644年（正保元年）に完成し佃島と命名したと伝わっている。
現在は埋立地の拡大により川の河口は3kmほど南西に移動している。
1990年代には超高層住宅街の先駆けともなった。
だが、佃には今も風情溢れる狭い路地が残っており、これは人の温かさを感じられるコミュニティ空間として機能している。

## 歴史
東京の佃は、大阪の佃と深い縁がある。
大阪の佃と東京の佃の縁に関する説明は、1766年に江戸で書かれた佃島由緒書に書かれるなどして東京で伝わっている話と、大阪の神社などで伝えられている話で食い違いがある。どれが真実か分からないので、全て併記する。
大阪の佃の地名については、貞観年間（859年-877年）にすでに佃と呼ばれていたとする伝承と、慶長年間（1596年-1614年）に徳川家康が命名したとする伝承があり、大阪の佃の命名の時期ははっきりしない。
一説によると、そもそも天正10年（1582年）の本能寺の変で家康が急遽帰国する際に、家康を助けるために大阪の佃の漁民が舟を出したことが、そもそもの家康と大阪の佃の漁民の縁だと言われている。家康が摂津国の神崎川を渡ろうとした際、佃の漁師（庄屋）だった森孫右衛門が舟を貸してくれたおかげで三河国の岡崎城に帰還でき、徳川家とこの漁民の間に強い絆が出来たという。
一方、大阪で伝えられた話では、経緯は天正14年（1586年）に徳川家康が摂津国の多田の廟（現在の兵庫県川西市の多田神社）に参詣する際、大阪の田簑嶋（たみののしま）と呼ばれていた地の漁民が神崎川の渡船を務めたことに始まる、という。一説には、家康はほうびとして全国での漁業権と税の免除を認める一方、田も作るよう命じたことから、地名を田簑嶋から佃に改めた、という。（だが、前述のように、大阪の佃は貞観年間（859年-877年）にすでに佃と呼ばれていたとする伝承もある。）
明和3年（1766年）に書き上げられた「佃島由緒書」（つくだじまゆいしょがき）の写しには、上述の縁で天正18年（1590年）の家康関東入国の際に、佃村の名主の森孫右衛門（もり まごえもん）が家康の供を命じられ、二代将軍徳川秀忠の時代に、森孫右衛門と隣村の大和田村（現在の大阪西淀川区）の漁民33人が江戸にやってきた、と書かれている。（「佃島由緒書」の文面は『都市紀要』26に収められている。）
一方、大阪の神社に伝わる話では、天正18年（1590年）8月の家康の関東下向の際、大阪の佃の漁夫33人に加え、田蓑嶋神社宮司の平岡正太夫の弟の権太夫好次は田蓑嶋神社から分霊して江戸へ向かい、安藤対馬守重信、石川大隅守の邸内に一時奉祭した、と伝わっているという。
その後、彼らは鉄砲洲（の沖の干潟、あるいは小島）を拝領し（造成が完了した時に）、大阪と同じ佃と名付けたという。
なお、その干潟あるいは小島がもともと何と呼ばれていたかに関して、江戸後期の「江戸名所図会」には「文亀年間（1501年-1504年）の江戸の旧図には向島とある」と書かれている。
正保3年（1646年）6月29日には住吉四柱大神と徳川家康を祀り住吉神社となった。
江戸の佃島は慶長7年（1602年）、摂津国佃村と大和田村からの34人の入植を契機とし、正保元年（1644年）に隅田川河口・鉄砲洲の干潟100間四方の埋め立てによって出来た漁村である。佃村漁民の関東での漁労活動は、当時多く見られた近世の畿内漁民の関東進出の一角ともされる。
佃村の漁民たちは自由に漁業を営む権利や、
年貢免除の特権を獲得し、江戸中期においても隔年で本国と江戸を行き来し御用を務めていたとされる。漁民が移り住んだ地で、古くから佃煮でも有名である（佃煮の由来については諸説あり佃煮#歴史を参照）。
石川島の歴史
一方、中世期には隅田中川の河口部に位置していた島（16世紀初頭の文亀古図にも見られ、森島、鎧島などと呼称されていた）を、寛永3年（1626年）、旗本石川八左衛門重次が徳川家光から拝領し、その屋敷を構えたことから、その島が「石川島」と呼称されるようになった。
現在の佃1丁目・佃2丁目北部は、上記の佃島と石川島の場所に該当する。

### 明治期
幕末に水戸藩により創設された石川島造船所が1876年（明治9年）に民間に払い下げられ、後のIHIの造船所になった。1979年（昭和54年）に操業停止し建物は解体された。旧来の石川島の部分に該当する。

### 昭和期
1986年（昭和61年）から、都心回帰の促進を図る目的で、8棟の超高層住宅を中心とする大規模再開発「大川端リバーシティ21」の整備が行われた。
その結果現在の佃は、風情溢れる古い街並みや路地が残る旧佃島のエリアと現代風の高層マンションがそびえ立つ旧石川島エリアが対照的な景観を作り出している。

### 町名の変遷
明治時代に南に拡張され、1896年（明治29年）までに、旧来の島部（佃島（現在の佃一丁目および佃二丁目北部））と、明治期における埋立部（新佃島西町（現在の佃二丁目南部）および新佃島東町（現在の佃三丁目））を併せた、現在に至る町域が確立した。
旧町名の「佃島」・「新佃島西町」・「新佃島東町」のうち、佃島には丁目がなく、新佃島西町には一丁目から三丁目が、新佃島東町には一丁目・二丁目があった。新佃島西町と新佃島東町は、佃川(現在の新月陸橋の位置)から佃大通りまでの区域が一丁目、佃大通りから現在の八重洲通りまでの区域が二丁目、そして新佃島西町のみ現在の八重洲通りから隅田川派川までの区域が三丁目だった。新佃島西町と新佃島東町の境は、清澄通りだった。
その後、1967年（昭和42年）3月1日の住居表示の実施により、佃一丁目から三丁目が新設された。新町設置に際して、中央区は「佃」の漢字が当用漢字に入っていないことを理由に、町名を「津久田」(「つくだ」の読みより)・「津久多」(「つくだ」の読みより)・「住江」(住吉神社より)・「相生」(相生橋より)・「三角」(佃島の形状より)などに変更しようとしたが、地元の町内会を中心として作家や評論家などが反対運動を起こしたことにより、「佃」の漢字の使用を継続することとなった。旧佃島は、現在の八重洲通りから新月陸橋までの区域から現在の中央区立佃島小学校・中央区立佃中学校の敷地の区域およびその他一部区域を除いた部分が佃一丁目とされた。旧佃島のうち佃一丁目とならなかった区域(現在の八重洲通りから隅田川派川までの区域・現在の中央区立佃島小学校と中央区立佃中学校の敷地の区域・その他一部区域)と旧新佃島西町の全域は、佃二丁目とされた。旧新佃島東町は、そのまま全域が佃三丁目となった。

## 地理

### 河川・橋・堀
- 隅田川
  - 中央大橋
  - 佃大橋
- 隅田川派川
  - 相生橋
- 佃川支川
  - 住吉小橋
  - 佃小橋
  - 佃堀
- 朝潮運河
  - 朝潮大橋
- 陸橋
  - 新月陸橋

### 地価
住宅地の地価は、2025年（令和7年）1月1日の公示地価によれば、佃3-3-9の地点で254万円/m2、佃3-11-13の地点で113万円/m2となっている。

## 世帯数と人口

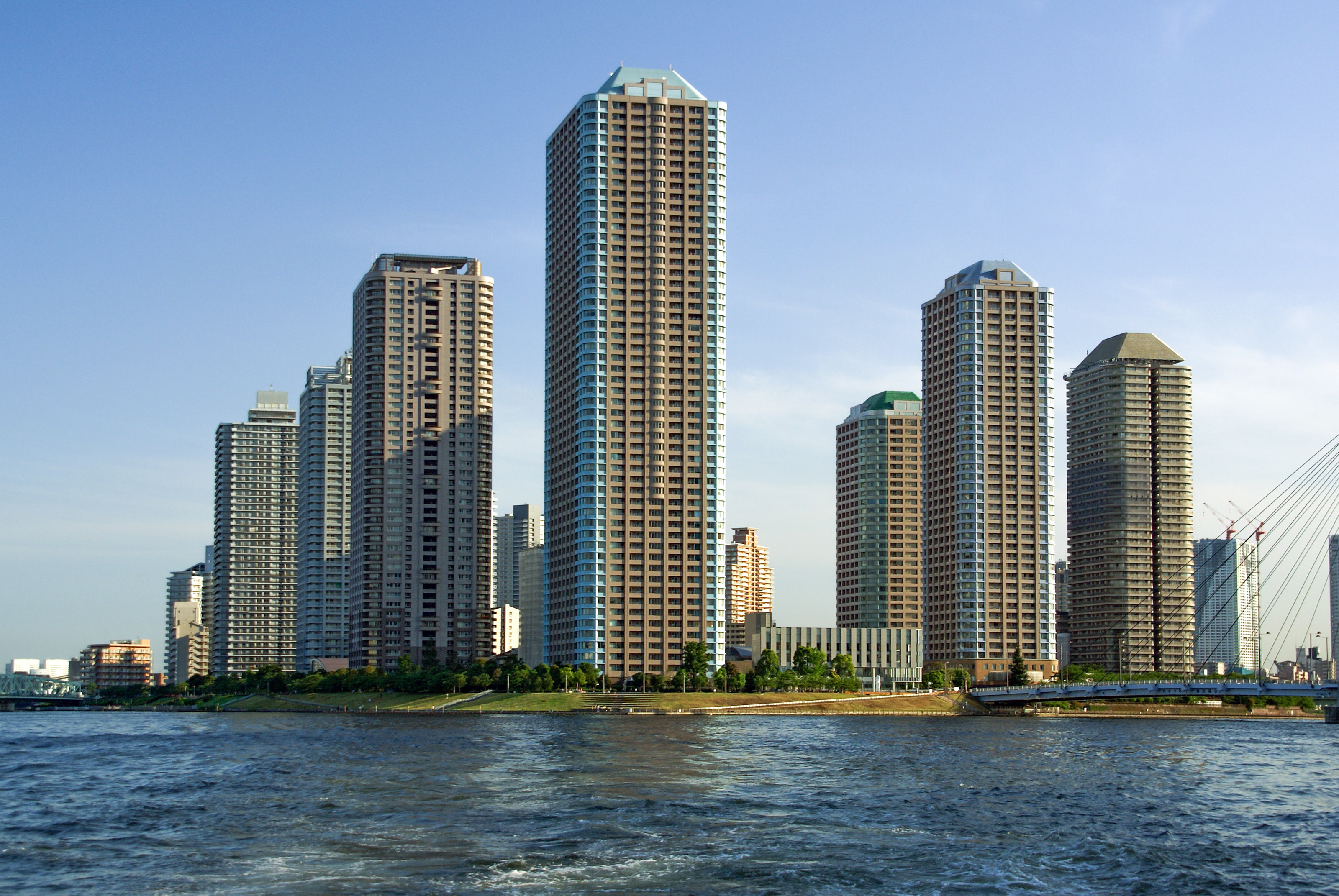
佃二丁目の大川端リバーシティ21

2023年（令和5年）1月1日現在（中央区発表）の世帯数と人口は以下の通りである。
| 丁目     | 世帯数    | 人口     |
| -------- | --------- | -------- |
| 佃一丁目 | 1,345世帯 | 2,726人  |
| 佃二丁目 | 5,205世帯 | 10,428人 |
| 佃三丁目 | 1,162世帯 | 1,831人  |
| 計       | 7,712世帯 | 14,985人 |

### 人口の変遷
国勢調査による人口の推移。
| 年                 | 人口   |
| ------------------ | ------ |
| 1995年（平成7年）  | 8,449  |
| 2000年（平成12年） | 10,540 |
| 2005年（平成17年） | 12,171 |
| 2010年（平成22年） | 12,975 |
| 2015年（平成27年） | 13,650 |
| 2020年（令和2年）  | 14,912 |

### 世帯数の変遷
国勢調査による世帯数の推移。
| 年                 | 世帯数 |
| ------------------ | ------ |
| 1995年（平成7年）  | 3,468  |
| 2000年（平成12年） | 4,875  |
| 2005年（平成17年） | 6,044  |
| 2010年（平成22年） | 6,193  |
| 2015年（平成27年） | 6,621  |
| 2020年（令和2年）  | 7,226  |

## 学区
区立小・中学校に通う場合、学区は以下の通りとなる（2025年4月現在）。
- 区域 : 一丁目、二丁目、三丁目　各全域
  - 小学校 : 中央区立佃島小学校
  - 中学校 : 中央区立佃中学校

なお、2025年(令和7年)4月1日に通学区域が変更され、、この通学区域変更により佃3丁目の全域が月島第一小学校の通学区域から佃島小学校の通学区域に変更された。そのため、以前より佃島小学校の通学区域であった佃1丁目・佃2丁目も含めて、佃全域が佃島小学校の通学区域となった。なお、中学校については従前通り佃全域が佃中学校の通学区域である。

## 事業所
2021年（令和3年）現在の経済センサス調査による事業所数と従業員数は以下の通りである。
| 丁目     | 事業所数  | 従業員数 |
| -------- | --------- | -------- |
| 佃一丁目 | 94事業所  | 641人    |
| 佃二丁目 | 148事業所 | 3,232人  |
| 佃三丁目 | 44事業所  | 270人    |
| 計       | 286事業所 | 4,143人  |

### 事業者数の変遷
経済センサスによる事業所数の推移。
| 年                 | 事業者数 |
| ------------------ | -------- |
| 2016年（平成28年） | 274      |
| 2021年（令和3年）  | 286      |

### 従業員数の変遷
経済センサスによる従業員数の推移。
| 年                 | 従業員数 |
| ------------------ | -------- |
| 2016年（平成28年） | 3,379    |
| 2021年（令和3年）  | 4,143    |

### 主な企業
- 三井住友建設本社
- 東京個別指導学院本社

## 施設

### 教育
- 中央区立佃中学校・中央区立佃島小学校
  - 両校は小中一貫校ではないものの、同じ複合校舎内に所在している。

### 公園
- 隅田川テラス
- 佃公園
- 石川島公園
  - パリ広場

### 施設
- ニュースアートサロン - 共同通信社研修交流センター内（1階は一般開放）
- 石川島記念病院

## 観光

### 名所・史跡
- 住吉神社 - 1646年（正保3年）創建。

## 文化財

### 国登録有形文化財

#### 旧飯田家住宅店舗兼主屋
文化財保護法による登録有形文化財(建造物)。2024年(令和6年)11月22日答申。保存に当たっては、建物の所有者・地元有志・学識経験者らによる「佃島旧飯田家住宅活用委員会」が発足した。この委員会により学術調査が実施され、さらにREADYFORにおけるクラウドファンディングを経て、登録に至る。

### 東京都指定文化財

#### 佃島盆踊り(念仏踊り)
東京都指定無形民俗文化財(民俗芸能)。1976年(昭和51年)1月16日指定。指定名は「佃島の盆踊」。
毎年7月13日・7月14日・7月15日に、佃小橋付近で実施される。無縁仏や水難による仏の供養が目的であるため、踊る人はまず会場に設けられた仏壇で手を合わせる。音頭を取る人が太鼓に合わせて櫓の上で歌い、踊る人はその櫓を輪になって囲んで踊る。
江戸幕府は治安維持政策のために、江戸の中心部ではこの佃島盆踊り(念仏踊り)を唯一の例外として、他で行われていた踊りを禁じた。そのため、東京中心部において江戸時代から現在まで続く唯一の盆踊りである。
文化財の所有者は「佃島盆踊保存会」(保存会)とされ、この会が踊りの継承・伝承の役割を担うとされている。しかし2017年（平成29年）11月に、別団体「歴史と伝統を守る佃島盆踊りの会」（盆踊りの会）が地元住民有志によって設立された。保存会と盆踊りの会は対立関係にあり、中央区が仲裁を試みている。2018年(平成30年)の夏には、両団体が別々に盆踊りを主催したため、同じ場所で2度の盆踊りが開催された。

### 中央区指定文化財
以下には、佃には関係しているが、所在地が佃ではない文化財が含まれる。
- 5.佃島沽券絵図 控
- 7.住吉講の獅子頭(龍虎・黒駒)

### 中央区民文化財
以下には、佃には関係しているが、所在地が佃ではない文化財が含まれる。
- 1.住吉神社水盤舎
- 4.陶製 住吉神社扁額
- 8.佃島渡船場跡
- 12.白魚献上箱
- 13.住吉神社大祭の獅子頭宮出し
- 25.板絵着色蘭陵王図額
- 26.佃浪除稲荷神社の力石
- 33.木板金地着色蘆鷺図額
- 52.佃島渡船関係文書
- 54.住吉神社文書
- 66.紺糸威丸胴具足 附 具足櫃
- 69.住吉神社神輿
- 75.海水館跡
- 79.佃島沽券絵図 控

## 交通

### 鉄道
- 東京地下鉄有楽町線○月島駅 - 出入口が設置されている。（所在地：月島）
- 都営地下鉄大江戸線○月島駅 - 出入口が設置されている。（所在地：月島）

### バス
- 都営バス東16系統(東京駅八重洲口-東京ビッグサイト・深川車庫) リバーシティ21/佃二丁目/月島駅前
- 都営バス深夜14系統(東京駅八重洲口-深川車庫) リバーシティ21/佃二丁目/月島駅前
- 都営バス門33系統(亀戸駅-豊海水産埠頭) 月島駅前
- 江戸バス南循環(中央区役所を起終点に環状運転) シニアセンター→佃二丁目

### 道路
- 東京都道463号上野月島線（清澄通り）
- 東京都道463号上野月島線支線（八重洲通り）
- 東京都道473号新富晴海線（佃大橋通り）

## 関連する人物
- 吉本隆明 - 同町に居住していた。
- 大賀典雄 - ソニー社長。同町に居住していた[45]。
- 田原総一朗 - 同町に居住。
- 根本美緒 - 同町の出身
- 小野田寛郎 - 元残留日本兵。同町に居住していた[46]。

## 佃を題材・舞台・背景とした作品
江戸時代の浮世絵、落語から、昭和・平成・令和の芝居やドキュメンタリー番組、テレビドラマ、ロケ地等として登場する作品、テレビCMなどまで佃が登場するものは数多い。古いほうから掲載。

### 浮世絵
- 『富嶽三十六景』「武陽佃嶌」 - 葛飾北斎作
- 『名所江戸百景』「春の部・永代橋佃しま」「夏の部・佃しま住吉の祭」 - 歌川広重作

### 落語
- 『佃祭』 - 「情けは人の為ならず」という諺をテーマとした、住吉神社の夏の例祭で賑わう佃島と佃の渡しが舞台の江戸落語、古典落語の演目。現在落語家によって行われる演出は、5代目古今亭志ん生が演じた滑稽噺重視の演出と、3代目三遊亭金馬が演じた人情噺重視の演出の2通り。その他の主な演者は5代目三遊亭圓楽、5代目春風亭柳朝、瀧川鯉昇など。
- 『佃島』 - 品川から台場へ夜釣りに出た江戸っ子の一行が、嵐に遭い、漂流の末、佃島に流れ着くという設定の江戸の古典落語の演目。主な演者は2代目橘家蔵之助など。

### 小説・随筆
小説
- 『佃のわたし』 - 長谷川時雨作。1939年（昭和14年）初版
- 『鈍感な青年』 - 丸谷才一作。1988年の短編小説集『樹影譚』（文藝春秋）に収録。
- 『佃島ふたり書房』 - 出久根達郎作。佃島を舞台に明治・大正・昭和の激動期を描くフィクション。
- 『波のり舟の 佃島渡波風秘帖』 - 出久根達郎作
- 『御宿かわせみ』「幽霊殺し・秋色佃島」 - 平岩弓枝作。前述の通り、2度に渡りテレビドラマ化されている。
- 『4TEEN』 - 石田衣良作。第129回直木賞受賞作品。続編として、後述の小説『6TEEN』がある。
- 『6TEEN』 - 石田衣良作。前述の小説『4TEEN』の続編。『4TEEN』の2年後を描く。
- 『臨時廻り同心日下伊兵衛』「佃の渡し」 - 押川國秋作
- 『耳袋秘帖』「佃島渡し船殺人事件」 - 風野真知雄作
- 『佃島用心棒日誌』シリーズ - 早見俊作。第6回歴史時代作家クラブ賞シリーズ賞受賞作品。
- 『恋するハンバーグ 佃 はじめ食堂』 - 山口恵以子作

随筆
- 『佃島月島游記 都会の島の物語』 - 岸川真作、2008年初版。

### 芝居
- 『佃の渡し』 - 1957年（昭和32年）初演。作者と演出は北條秀司、演者は花柳章太郎。佃の渡しが舞台の芝居の演目であり、「花柳十種」の一つ。後述の楽曲『佃の渡し』とは舞台が同じだけであり、無関係。

### ドキュメンタリー
- 新日本紀行「川辺の日だまり〜東京・佃〜」（1974年、NHK）[47]

### テレビドラマ
- 『パパと呼ばないで』 - 1972年-1973年。主演は石立鉄男。日本テレビ水曜8時枠連続ドラマ。主人公の安武右京が佃に下宿している設定。
- 『河を渡ったあの夏の日々』 - 1973年度放送。主演は西村晃。NHKの単発ドラマ。主人公の老人である兵五郎が、萩原健一演じる若者の昭二を、佃の自宅の2階に住まわせる設定。
- 『てんつくてん』 - 1973年-1974年放送。主演は初代三波伸介。日本テレビ日曜8時連続ドラマ。主人公の佃昆が佃で天保時代創業の老舗の佃煮屋「天佃天」(てんつくてん)を営んでいる設定。
- 『御宿かわせみ』「第2シリーズ第5話・秋色佃島」 - 1982年。NHK水曜時代劇（1978年-83年）。主演は真野響子。第5話は、主人公の庄司るいが佃の漁師小屋で監禁される設定。後述の同名の小説が原作。
- 『下町物語』 - 1983年。主演は勝新太郎。讀賣テレビ木曜ゴールデンドラマ。主人公の元太郎が佃に居住している設定。
- 『わが町』 - 1992年-1998年。主演は渡辺謙。日本テレビ火曜サスペンス劇場。主人公の森田吾郎が「警視庁西月島警察署」の刑事課に勤務する巡査部長の刑事である設定。
- 『車椅子の弁護士・水島威』 - 1996-2004年。主演は宇津井健。テレビ朝日土曜ワイド劇場。主人公の水島威が佃に居住している設定。
- 『GOOD LUCK!!』 - 2003年。主演は当時SMAPの木村拓哉。TBS日曜劇場。主人公の新海元が佃に居住している設定。
- 『4TEEN』 - 2004年。主演は角田紳太朗。WOWOWドラマW。後述の同名の小説が原作。主人公のテツローが佃の隣の月島の中学校「月島中学校」の生徒である設定であり、佃も舞台。
- 『御宿かわせみ』「第三章第4話・秋色佃島」 - 2005年。主演は高島礼子。NHK金曜時代劇（2001 - 2005年度）。第4話は、主人公の庄司るいが佃の漁師小屋で監禁される設定。後述の同名の小説が原作。
- 『瞳』 - 2008年。主演は榮倉奈々。NHK連続テレビ小説第78作。主人公の一本木瞳が佃の隣の月島に居住している設定であり、佃も舞台。
- 『私立探偵・下澤唯』「悲しみの殺人迷路」 - 2011年。主演は高島礼子。フジテレビ金曜プレステージ。主人公の下澤唯が私立探偵であり、宇梶剛士演じる夫で調査員の下澤貴弘が失踪直前に佃での事件の調査に関与していたことがわかり、捜査を始める設定。
- 『遺留捜査』（「第2シリーズ」～2015年スペシャル） - シリーズは継続中であるが、佃が舞台であったのは2012年-2015年。主演は上川隆也。テレビ朝日木曜ドラマ・日曜エンターテインメント・ドラマスペシャル。主人公の糸村聡が佃の隣の月島の警察署「警視庁月島中央警察署」に刑事課主任として勤務する警部補の刑事である設定であり、佃も舞台。
- 『お天気お姉さん』 - 2013年。主演は武井咲。テレビ朝日金曜ナイトドラマ。主人公の安倍晴子が佃に下宿している設定。
- 『東京センチメンタル』「第7話・佃島の恋」 - 2014年。主演は吉田鋼太郎。テレビ東京ドラマ24。第7話は、主人公の久留里卓三が佃の路地を散歩しながら名所案内をする設定。
- 『しんがん〜警視庁お宝捜査』 - 2018年。主演は片岡鶴太郎。テレビ朝日日曜ワイド。主人公の宝井心眼が「警視庁佃島警察署」に勤務する刑事である設定。
- 『春になったら』 - 2024年。主演は奈緒と木梨憲武。関西テレビ制作・フジテレビ系列放送の月曜22時枠の連続ドラマ。主人公の椎名瞳(娘)と椎名雅彦(父)の親子が佃1丁目に居住している設定。

### 映画
- 『せんせい』 - 1989年。主演は松方弘樹、監督は山城新伍、製作は千葉真一。主人公の吉井寛が土地開発のため廃校を控えた「佃島第二中学校」に勤務する数学の教諭である設定。
- 『愛のお荷物(1955年の映画)』 - 1995年。主演は山村聡、監督は川島雄三。新木錠太郎（三橋達也）が新橋から渡し船で、佃島に上陸するシーンがある。高層マンションが隣接される前の、長屋が隣接された佃の映像が残っている。
- 『3月のライオン』（「前編」と「後編」の2部作） - 2017年。主演は神木隆之介、監督は大友啓史。前述の漫画『3月のライオン』の実写映画化作品。
- 結果として佃は舞台にはならなかったが、伊原剛志が主演した『ガメラ 大怪獣空中決戦』は、脚本の初稿の段階では、佃が舞台になる可能性があった[48]。

### 漫画
- 『佃島パイレーツ』（1996年- ） - 村枝賢一作。主人公の諸橋広斗が、海賊団「佃屋」が佃島で営む屋形船「佃屋丸」を壊し、その代わりに働くこととなった放浪人である設定。
- 『3月のライオン』（2007年-） - 羽海野チカ作。主人公の桐山零が居住する町の景観のモデル。後述のアニメ『3月のライオン』及び映画『3月のライオン』は、この漫画『3月のライオン』が原作。
- 『こちら葛飾区亀有公園前派出所』 - 秋本治の作品。本作の主人公である両津勘吉の実家が佃で佃屋を営んでおり、作中では度々取り上げられている。

### アニメ
- 『3月のライオン』 - 主演は河西健吾、監督は新房昭之。NHK総合深夜アニメ。前述の漫画『3月のライオン』のアニメ化作品。

### 楽曲
- 『佃の渡し』（2014年、平成26年） - 歌手は千葉一夫。佃の渡しが舞台の演歌。前述の芝居『佃の渡し』とは舞台が同じだけであり、無関係。

## 季語
- 『佃祭』 - 夏（8月）の季語

## その他

### 日本郵便
- 郵便番号 : 104-0051[3]（集配局 : 晴海郵便局[49]）。

### 管轄等
- 月島警察署 - 佃周辺の管轄に当たる。（所在地：晴海）
- 臨港消防署 - 佃周辺の管轄に当たる。（所在地：晴海）

## 画像一覧

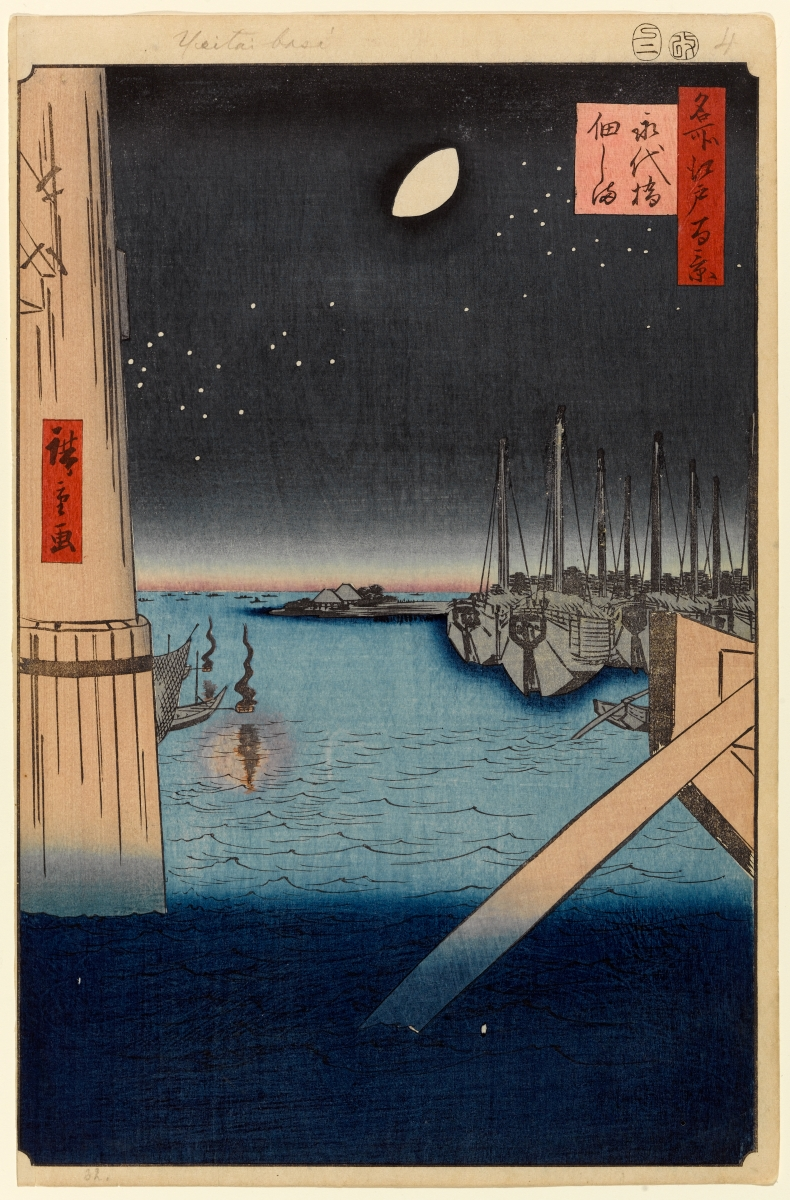
19世紀半ばの様子（歌川広重『名所江戸百景』「春の部・永代橋佃しま」）。
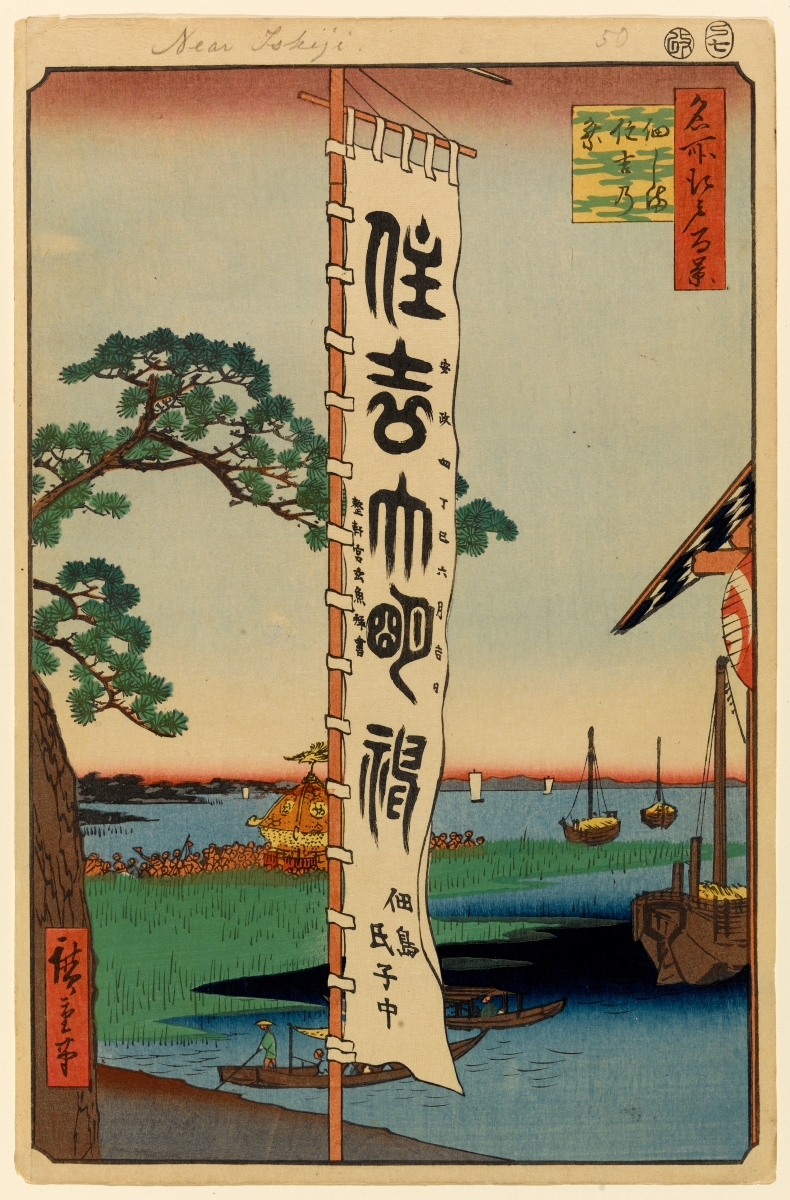
19世紀半ばの様子（歌川広重『名所江戸百景』「夏の部・佃しま住吉の祭り」）。
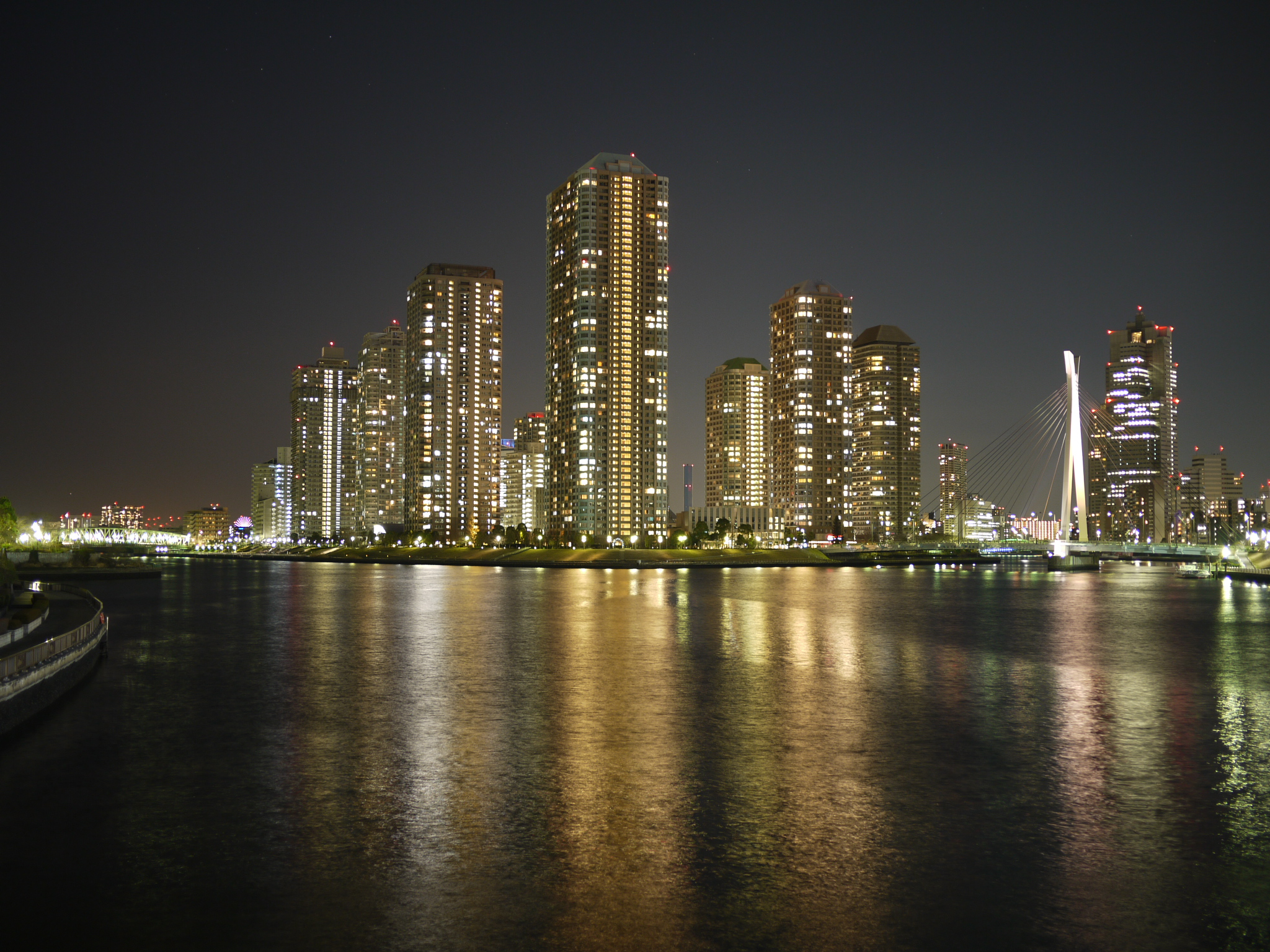
21世紀初頭の様子（永代橋より）。